# Benjamin Coriat
Benjamin Coriat (Rabat, 14 de novembro de 1948) é um sociólogo e economista francês nascido no Marrocos, especializado em economia industrial, inovação e propriedade intelectual. Alinhado com a teoria da regulação, ele é membro do conselho de administração do coletivo de economistas Les Economistes atterrés.

## Publicações
Livros
| Ano  | Titulo original do Livro                                                                          | Editora                          | Título em Português                                            |
| ---- | ------------------------------------------------------------------------------------------------- | -------------------------------- | -------------------------------------------------------------- |
| 1976 | Science, technique et capital                                                                     | Seuil                            | Sem tradução para o português                                  |
| 1979 | L'Atelier et le chronomètre : essai sur le taylorisme, le fordisme et la production de masse      | Christian Bourgois éditeur       | Sem tradução para o português                                  |
| 1983 | La robotique                                                                                      | La Découverte/Maspéro            | A Revolução dos Robôs - O Impacto Socioeconômico da Automação  |
| 1990 | L'atelier et le robot : essai sur le fordisme et la production de masse à l'âge de l'électronique | Christian Bourgois éditeur       | A Fábrica e o Robot                                            |
| 1991 | Penser à l'envers: Travail & organ. ds Entreprise Japonaise                                       | Christian Bourgois éditeur       | Pensar pelo avesso: o modelo japonês de trabalho e organização |
| 1993 | Made in France : l'industrie française dans la compétition mondiale (com Dominique Taddei)        | LGF, Libre de poche              | Sem tradução para o português                                  |
| 1995 | Les nouvelles théories de l'entreprise (com Olivier Weinstein)                                    | Éd. Librairie générale française | Sem tradução para o português                                  |
| 2011 | Vingt ans d'aveuglement: l'Europe au bord du gouffre                                              | Les liens qui libèrent           | Sem tradução para o português                                  |
| 2015 | Le retour des communs: la crise de l'idéologie propriétaire                                       | Les liens qui libèrent           | Sem tradução para o português                                  |
| 2017 | Propriété et communs: idées reçues et propositions                                                | Éditions Utopia                  | Sem tradução para o português                                  |

Ensaios/Trabalhos acadêmicos
| Ano  | Título da obra                                 | Periódico em que foi publicado    |
| ---- | ---------------------------------------------- | --------------------------------- |
| 1989 | Le débat théorique sur la désindustrialisation | Économie appliquée, tome 42, n° 4 |